# Lijst van voetbalinterlands Irak - Iran
Deze lijst van voetbalinterlands is een overzicht van alle officiële voetbalwedstrijden tussen de nationale teams van Irak en Iran. De buurlanden hebben tot op heden 27 keer tegen elkaar gespeeld. De eerste ontmoeting was een vriendschappelijke wedstrijd op 1 juni 1962 in Teheran. Het laatste duel, een kwalificatiewedstrijd voor het Wereldkampioenschap voetbal 2022, werd gespeeld op 27 januari 2022 in de Iraanse hoofdstad.

## Wedstrijden
| №  | Plaats    | Datum             | Competitie             | Wedstrijd   | Uitslag |
| -- | --------- | ----------------- | ---------------------- | ----------- | ------- |
| 1  | Teheran   | 1 juni 1962       | Vriendschappelijk      | Iran − Irak | 1 − 1   |
| 2  | Teheran   | 3 juni 1962       | Vriendschappelijk      | Iran − Irak | 1 − 2   |
| 3  | Teheran   | 7 maart 1969      | Vriendschappelijk      | Iran − Irak | 2 − 1   |
| 4  | Bangkok   | 10 mei 1972       | Azië Cup 1972          | Iran − Irak | 3 − 0   |
| 5  | Teheran   | 13 september 1974 | Aziatische Spelen 1974 | Iran − Irak | 1 − 0   |
| 6  | Teheran   | 1 juni 1976       | Azië Cup 1976          | Iran − Irak | 2 − 0   |
| 7  | Koeweit   | 5 november 1989   | Vriendschappelijk      | Iran − Irak | 0 − 0   |
| 8  | Doha      | 22 oktober 1993   | WK 1994 kwalificatie   | Iran − Irak | 1 − 2   |
| 9  | Dubai     | 7 december 1996   | Azië Cup 1996          | Iran − Irak | 1 − 2   |
| 10 | Beiroet   | 18 oktober 2000   | Azië Cup 2000          | Iran − Irak | 1 − 0   |
| 11 | Bagdad    | 7 september 2001  | WK 2002 kwalificatie   | Irak − Iran | 1 − 2   |
| 12 | Teheran   | 12 oktober 2001   | WK 2002 kwalificatie   | Iran − Irak | 2 − 1   |
| 13 | Damascus  | 5 september 2002  | West-Azië Cup 2002     | Irak − Iran | 1 − 1   |
| 14 | Teheran   | 13 augustus 2003  | Vriendschappelijk      | Iran − Irak | 0 − 1   |
| 15 | Teheran   | 23 juni 2004      | West-Azië Cup 2004     | Iran − Irak | 2 − 1   |
| 16 | Amman     | 4 oktober 2006    | Vriendschappelijk      | Iran − Irak | 2 − 0   |
| 17 | Amman     | 16 juni 2007      | West-Azië Cup 2007     | Iran − Irak | 0 − 0   |
| 18 | Amman     | 24 juni 2007      | West-Azië Cup 2007     | Iran − Irak | 2 − 1   |
| 19 | Amman     | 1 oktober 2010    | West-Azië Cup 2010     | Irak − Iran | 2 − 1   |
| 20 | Al-Rayyan | 1 januari 2011    | Azië Cup 2011          | Irak − Iran | 1 − 2   |
| 21 | Canberra  | 23 januari 2015   | Azië Cup 2015          | Iran − Irak | 3 − 3   |
| 22 | Teheran   | 18 maart 2017     | Vriendschappelijk      | Iran − Irak | 0 − 1   |
| 23 | Dubai     | 16 januari 2019   | Azië Cup 2019          | Iran − Irak | 0 − 0   |
| 24 | Amman     | 14 november 2019  | WK 2022 kwalificatie   | Irak − Iran | 2 − 1   |
| 25 | Arad      | 15 juni 2021      | WK 2022 kwalificatie   | Iran − Irak | 1 − 0   |
| 26 | Doha      | 7 september 2021  | WK 2022 kwalificatie   | Irak − Iran | 0 − 3   |
| 27 | Teheran   | 27 januari 2022   | WK 2022 kwalificatie   | Iran – Irak | 1 – 0   |

## Samenvatting
| Competitie        | Totaal gespeeld | Winst Irak | Gelijk | Winst Iran | Doelsaldo Irak – Iran |
| ----------------- | --------------- | ---------- | ------ | ---------- | --------------------- |
| WK-kwalificatie   | 7               | 2          | 0      | 5          | 6 − 11                |
| Azië Cup          | 7               | 1          | 2      | 4          | 6 − 12                |
| West-Azië Cup     | 5               | 1          | 2      | 2          | 5 − 6                 |
| Aziatische Spelen | 1               | 0          | 0      | 1          | 0 − 1                 |
| Vriendschappelijk | 7               | 3          | 2      | 2          | 6 − 6                 |
| Totaal            | 27              | 7          | 6      | 14         | 23 − 36               |

IFA · A-internationals · Statistieken · Iraaks vrouwenelftal · Irak U21 · Irak U20 · Irak U19 · Irak U18 · Irak U17
1950 – 1969 ·
1970 – 1979 ·
1980 – 1989 ·
1990 – 1999 ·
2000 – 2009 ·
2010 – 2019 ·
2020 − 2029
Afghanistan ·
Algerije ·
Argentinië ·
Australië ·
Azerbeidzjan ·
Bahrein ·
België ·
Bolivia ·
Botswana ·
Brazilië ·
Cambodja ·
Chili ·
China ·
Colombia ·
Congo-Kinshasa ·
Cyprus ·
DDR ·
Ecuador ·
Egypte ·
Estland ·
Filipijnen ·
Finland ·
Ghana ·
Guinee ·
Hongkong ·
India ·
Indonesië ·
Iran ·
Japan ·
Jemen ·
Jordanië ·
Kazachstan ·
Kenia ·
Kirgizië ·
Koeweit ·
Libanon ·
Liberia ·
Libië ·
Macau ·
Maleisië ·
Marokko ·
Mauritanië ·
Mexico ·
Myanmar ·
Nepal ·
Nieuw-Zeeland ·
Noord-Korea ·
Oeganda ·
Oezbekistan ·
Oman ·
Pakistan ·
Palestina ·
Paraguay ·
Peru ·
Polen ·
Qatar ·
Roemenië ·
Rusland ·
Saoedi-Arabië · 
Sierra Leone · 
Singapore ·
Soedan ·
Spanje · 
Sri Lanka ·
Syrië · 
Tadzjikistan · 
Taiwan · 
Thailand · 
Trinidad en Tobago ·
Tunesië ·
Turkije ·
Turkmenistan ·
Uruguay ·
Verenigde Arabische Emiraten ·
Vietnam ·
Zambia ·
Zuid-Afrika ·
Zuid-Jemen ·
Zuid-Korea
FFIRI · 
A-internationals · 
Selecties · Bondscoaches · 
Statistieken · 
Iraans vrouwenelftal · 
Iran U21 · 
Iran U20 · 
Iran U19 · 
Iran U18 · 
Iran U17
1940 – 1969 · 
1970 – 1979 · 
1980 – 1989 · 
1990 – 1999 · 
2000 – 2009 · 
2010 – 2019 ·
2020 − 2029
Asian Cup 1960 · 
Asian Cup 1968 · 
Asian Cup 1972 · 
Asian Cup 1976 · 
Asian Cup 1980 · 
Asian Cup 1984 · 
Asian Cup 1988 · 
Asian Cup 1992 · 
Asian Cup 1996 · 
Asian Cup 2000 · 
Asian Cup 2004 · 
Asian Cup 2007 · 
Asian Cup 2011
WK 1978 · 
WK 1998 · 
WK 2006 · 
WK 2014 · 
WK 2018
OS 1964 · 
OS 1972 · 
OS 1976
1941 · 
1942–1946 · 
1947 · 
1948 · 
1949 · 
1950 · 
1951 · 
1952 · 
1953–1957 · 
1958 · 
1959 · 
1960–1961 · 
1962 · 
1963 · 
1964 · 
1965 · 
1966 · 
1967 · 
1968 · 
1969 · 
1970 · 
1971 · 
1972 · 
1973 · 
1974 · 
1975 · 
1976 · 
1977 · 
1978 · 
1979 · 
1980 · 
1981 · 
1982 · 
1983 · 
1984 · 
1985 · 
1986 · 
1987 · 
1988 · 
1989 · 
1990 · 
1991 · 
1992 · 
1993 · 
1994 · 
1995 · 
1996 · 
1997 · 
1998 · 
1999 · 
2000 · 
2001 · 
2002 · 
2003 · 
2004 · 
2005 · 
2006 · 
2007 · 
2008 · 
2009 · 
2010 · 
2011 · 
2012 ·
2013 ·
2014 ·
2015 ·
2016 ·
2017 ·
2018 ·
2019 ·
2020 ·
2021 ·
2022 ·
2023 ·
2024
Afghanistan ·
Albanië ·
Algerije ·
Angola ·
Argentinië ·
Armenië ·
Australië ·
Azerbeidzjan ·
Bahrein ·
Bangladesh ·
Bolivia ·
Bosnië en Herzegovina ·
Botswana ·
Brazilië ·
Bulgarije ·
Burkina Faso ·
Cambodja ·
Canada ·
Chili ·
China ·
Costa Rica ·
Cyprus ·
Denemarken ·
Duitsland ·
Ecuador ·
Egypte ·
Engeland ·
Filipijnen ·
Frankrijk ·
Georgië ·
Ghana ·
Guam ·
Guatemala ·
Guinee ·
Hongarije ·
Hongkong ·
Ierland ·
IJsland ·
India ·
Indonesië ·
Irak ·
Israël ·
Jamaica ·
Japan ·
Jemen ·
Joegoslavië ·
Jordanië ·
Kameroen ·
Kazachstan ·
Kenia ·
Kirgizië ·
Koeweit ·
Kroatië ·
Laos ·
Libanon ·
Libië ·
Litouwen ·
Madagaskar ·
Malediven ·
Maleisië ·
Mali ·
Marokko ·
Mexico ·
Montenegro ·
Mozambique ·
Myanmar ·
Nederland ·
Nepal ·
Nicaragua ·
Nieuw-Zeeland ·
Nigeria ·
Noord-Korea ·
Noord-Macedonië ·
Oeganda ·
Oekraïne ·
Oezbekistan ·
Oman ·
Oostenrijk ·
Pakistan ·
Palestina ·
Panama ·
Papoea-Nieuw-Guinea ·
Paraguay ·
Peru ·
Polen ·
Portugal ·
Qatar ·
Roemenië ·
Rusland ·
Saoedi-Arabië ·
Schotland ·
Senegal ·
Sierra Leone ·
Singapore ·
Slowakije ·
Sovjet-Unie ·
Spanje ·
Sri Lanka ·
Syrië ·
Tadzjikistan ·
Taiwan ·
Thailand ·
Togo ·
Trinidad en Tobago ·
Tsjecho-Slowakije ·
Tunesië ·
Turkije ·
Turkmenistan ·
Uruguay ·
Venezuela ·
Verenigde Arabische Emiraten ·
Verenigde Staten ·
Vietnam ·
Wales ·
Wit-Rusland ·
Zambia ·
Zuid-Jemen ·
Zuid-Korea ·
Zweden
Angola (2006) ·
Argentinië (2014) ·
Bosnië en Herzegovina (2014) ·
Marokko (2018) ·
Mexico (2006) ·
Nigeria (2014) ·
Portugal (2006) ·
Portugal (2018) ·
Spanje (2018)